# 长春中医药大学
长春中医药大学前身为1958年成立的长春中医学院，1970年合并入卫生部直属的吉林医科大学（即白求恩医科大学前身，并下放吉林省管辖），长春中医学院附属医院改称吉林医科大学第四附属医院。1978年3月，长春中医学院恢复。2006年更名大学，是吉林省重点高校。是吉林省一所以中医药学科为主，医、理、工、管、文等多学科协调发展的省属重点大学，受省卫生厅与省教育厅双重领导。

## 教学单位
学校教学单位如下：

### 教学组织单位
- 基础医学院
- 中医学院
- 药学院
- 针灸推拿学院
- 护理学院
- 健康管理学院
- 临床医学院
- 康复医学院、中西医结合学院
- 马克思主义学院
- 体育教学部
- 创新实践中心
- 青年马克思主义者培养学院
- 创新创业学院
- 外语教学部
- 医药信息学院

### 教学管理单位
- 职业技术学院
- 继续教育学院
- 国际教育学院

### 教学辅助单位
- 图书馆
- 档案馆
- 现代教育技术中心
- 吉林省中医药博物馆

## 附属单位
- 附属医院（吉林省中医院）
- 附属第三临床医院[5]

## 相关事件

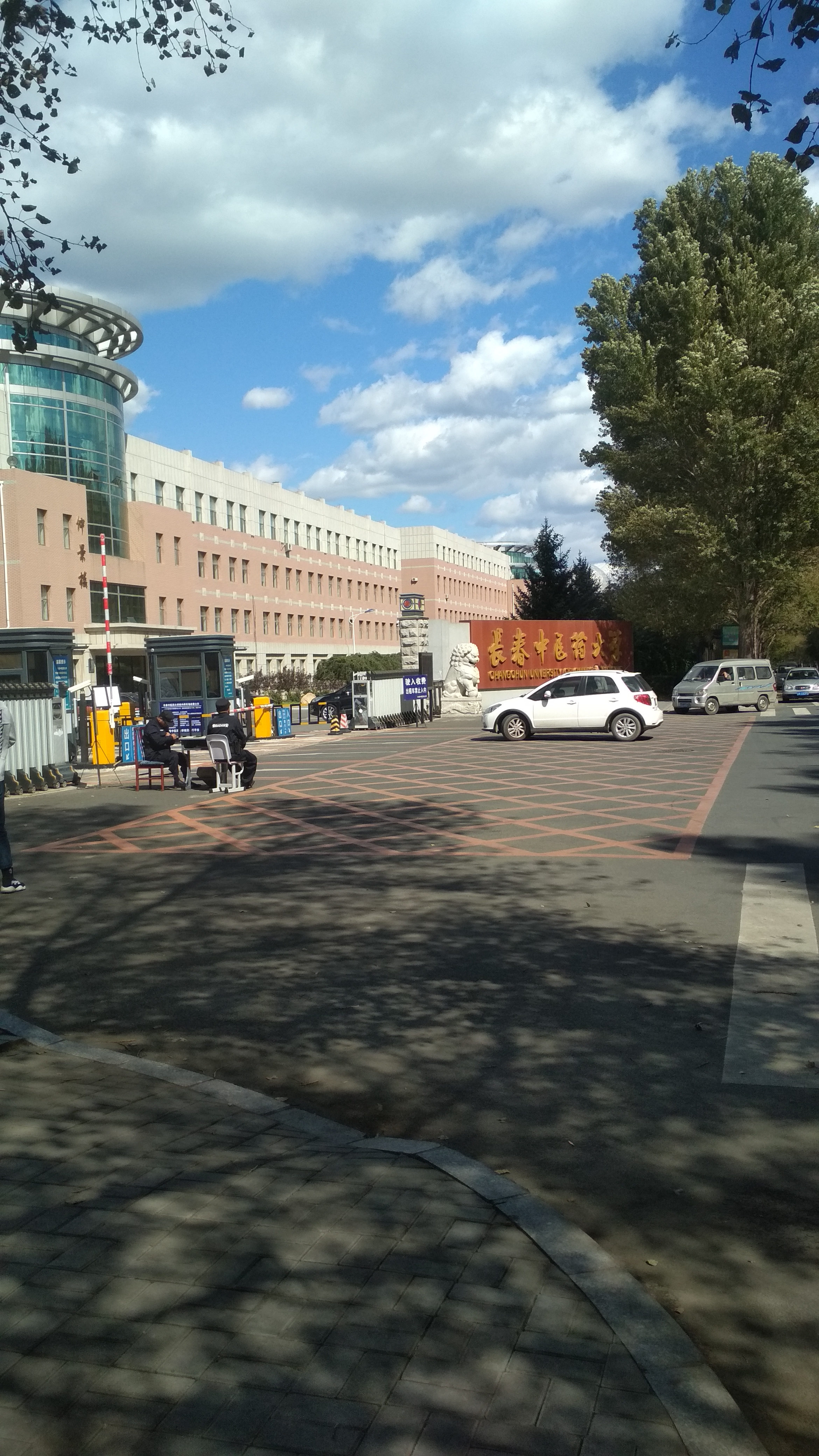
长春中医药大学校门口

### 体育老师性侵学生案
2018年7月29日，微博曝出长春中医药大学体育老师高雷长期性侵学生，利用职务便利对多名女学生进行性骚扰，目前已有多名女生愿意指认高雷性侵事实。事件起因于一篇网名为“可爱的虫二二”的微博，已被多家媒体报道，校方已宣布将对此事展开调查。